# Кірюхін Микола Іванович
Микола Іванович Кірюхін (нар. 2 серпня 1896 — 13 грудня 1953) — радянський військовик, Герой Радянського Союзу (1943). Генерал-лейтенант (1944).

## Життєпис
Народився 2 серпня 1896 року в Москві у родині робітника. Росіянин. Закінчив 3 класи училища. Працював у типографії.
Член РСДРП з 1913 року. Брав участь у революційному русі. Двічі арештовувався та відбував покарання на засланні.
З 1916 року проходить військову службу в імператорській армії. Учасник Першої світової війни на Румунському фронті. Фельдфебель.
З 1918 року у РСЧА. Брав участь у Громадянській війні в Росії.
У 1927 році закінчив Військову академію імені Фрунзе. У 1935 році М. І. Кірюхін закінчив Курси удосконалення командного складу (КУКС)
4 червня 1940 року Миколі Кірюхіну присвоєно звання генерал-майор.
З вересня 1941 призначений командиром 324-ї стрілецької дивізії. У березні 1942 року генерал-майор Кірюхін призначений заступником командувача 16-ю армією. З червня 1942 року на посаді командира 9-го гвардійського стрілецького корпусу.
У листопаді 1942 року генерал-майор М. І. Кірюхін призначений командувачем 20-ю армією, а у грудні 1942 року звільнений з посади командувача. У грудні 1942 року призначений заступником командувача 29-ю армією.
У лютому 1943 року генерал-майор М. І. Кірюхін призначений командиром 24-го стрілецького корпусу (60-та армія, Центральний фронт). Корпус під командуванням генерал-майора Кірюхіна стрімко форсував Дніпро на півночі Києва. Більше двох тижнів утримував захоплений плацдарм, відбивши багато контратак противника.
17 жовтня 1943 року генерал-майору М. І. Кірюхіну присвоєно звання Герой Радянського Союзу.
17 січня 1944 року М. І. Кірюхіну присвоєно звання генерал-лейтенант, а у вересні цього ж року призначений заступником командувача 38-ю армією.
Після війни працював на посаді начальник військової кафедри Московського інженерно-економічного інституту.
З 1953 року генерал-лейтенант Микола Іванович Кірюхін у відставці. Помер 13 грудня 1953 року. Похований на Новодівочому кладовищі.